# Димитър Попов (МПО)
Вижте пояснителната страница за други личности с името Димитър Попов.
Димитър Найденов Попов е български журналист и общественик, деец на Македонската патриотична организация и главен редактор на печатния ѝ орган Македонска трибуна.

## Биография
Роден е на 24 април 1936 година в светиврачкото село Горна Брезница в заможно семейство. След 9 септември 1944 година заедно с брат си Антон Попов и още шестима забягват в Югославия. Там в продължение на три години му е оказван натиск да спре да се самоопределя като българин, но той устоява. По-късно се установява в бежански лагер край град Капуа, Италия. Впоследствие получава политическо убежище в САЩ. Докато е в Италия, се запознава с Иван Михайлов и по негово настояване заедно с брат си заминава за Индианаполис, където става редактор на „Македонска трибуна“. От май 1967 работи като печатар във вестника. През 1971 година се жени за дъщеря на войводата от ВМРО Димитър Велков. Жена му Вера работи като касиер, счетоводител и завеждащ кореспондентския отдел на вестника. След оставката на Борислав Иванов, подадена като протест срещу настояването на Иван Михайлов никакви материали да не се публикуват, ако не ги е одобрил, Попов застава начело на вестника като редактор. По-късно става член на Централния комитет на МПО. Отначало верен на Михайлов, след това му се противопоставя, което му навлича големи неприятности.
Димитър Попов се самоубива на 28 ноември 1991 година.